# Stoß (Geigenbauer)
Die Familie Stoß aus Füssen prägte von Beginn des 18. Jahrhunderts bis Mitte des 19. Jahrhunderts den süddeutschen und Wiener Geigenbau. Nach dem Stammvater Hermann Joseph Stoß übten 14 Nachkommen aus vier Generationen das Handwerk aus.
Die ersten beiden Generationen waren in Füssen ansässig. Mit der wesentlichen verschlechterten wirtschaftlichen und gesamtgesellschaftlichen Situation zu Ende des 18. Jahrhunderts stieg auch der Druck zur Auswanderung. In der dritten Generation gingen von den vier Geigenmacher-Brüdern zwei in die Fremde. In der vierten Generationen waren schließlich alle bis auf Joseph Alois Stoß ausgewandert bzw. auswärts tätig. Die Auswanderungsorte befanden sich alle im alten Habsburger Herrschaftsgebiet. Der Schwerpunkt lag in Wien und Umgebung. Der Zeitabschnitt dieser Migrationswelle lag zwischen 1786 und 1813, zwischen Französischer Revolution und Wiener Kongress. Mit dem berühmten Namen Johann Martin Stoß verbindet sich auch die Blütezeit des Wiener Geigenbaus.

## Die vier Generationen der Geigenbauer-Sippe Stoß

### 1. Generation

#### Herrmann Joseph Stoß
(* um 1681 in Bernbeuren; † 24. Februar 1765 in Füssen)
Als der „Stammvater“ dieser Geigenbauer-„Dynastie“ Herrmann Joseph Stoß 1681 in der Pfarre Bernbeuren geboren wurde, starb zwei Jahre später der bedeutendste Geigenbauer des deutschsprachigen Raumes Jakobus Stainer 1683 in Absam bei Innsbruck.
Als er 1705 in Füssen mit seinem Geigenmacher-Handwerk begann, dominierte in Füssen die Großbaustelle des Benediktinerklosters St. Mang das Leben in der Stadt. Vor den Augen der in bescheidenen Verhältnissen lebenden Bürger und Handwerker wurde ein prachtvoller, moderner Barockbau hochgezogen: Ausdruck absolutistischer Herrschaftsarchitektur und gegenreformatorischen Glaubensbekenntnisses.
Auch betrieb Joseph Hermann Stoß sein Handwerk zu der Zeit, in die auch die „Goldene Periode“ von Antonio Stradivari fiel, der 1737 in Cremona starb.
Er war seit 1728 Mitglied des Rates der Stadt, und in der Bürgerliste wurde er mit dem Ehrentitel „Herr“ bezeichnet. Seine Einkommens- und Vermögenssituation entwickelten sich sehr gut, und er zählte zum höchstvermögenden Drittel der Bürgerschaft. Etwas verwunderlich ist es deshalb, dass von ihm nur eine fünfsaitige Viola im Richard-Wagner-Museum in Luzern-Tribschen bekannt ist.

### 2. Generation

#### Joseph Anton Stoß
(* 13. Februar 1707 in Füssen; † 4. März 1787 ebenda)
Bei wem er gelernt hat, vermutlich in der väterlichen Werkstatt, und wohin seine Wanderschaft führte, ist alles nicht überliefert. Auch ist kein Instrument von ihm bekannt. Wie sein Vater wurde auch Joseph Anton Stoß in die Ehrenstellung des Rats- und Gerichtsherren gewählt. Alle vier Söhne, Franz Anton, Magnus Bernhard, Magnus Stephan und Eustachius, erlernten das väterliche Handwerk.

#### Franz Urban Stoß
(* 25. Mai 1711 in Füssen; † 21. August 1783 ebenda)
Franz Urban Stoß wird ab 1739 als Bürger und Meister in Füssen vermeldet. Zwischen 1738 und 1743 lebte er in Innsbruck. Er ersuchte 1739 um die „Hof-Befreyung“ und wird anschließend „Hoflautenmacher“ genannt. Kurz darauf kehrte er jedoch wieder nach Füssen zurück.
Anscheinend war er später vor allem auch mit dem Geigenhandel nach Frankreich, nach Paris befasst. 1741 existierten in der Stadt Füssen, die damals nur 216 steuerveranlagte Haushalte zählte, 12 Lautenmacher-Werkstätten, die auch Gewerbesteuer zahlten. Doch war die wirtschaftliche Situation der Gewerbetreibenden in Füssen sehr bescheiden, das Geigenmacherhandwerk lebte vor allem vom Export.
Kriegszeiten wie der Spanische und der Österreichische Erbfolgekrieg erschwerten diese Absatzmöglichkeiten oder verhinderten ihn sogar generell. So verwundert es nicht, dass das Handwerk allein Franz Urban Stoß nicht zum Lebensunterhalt ausreichend war. Später übernahm er deshalb auch die Aufgabe eines Torwärters.

### 3. Generation

#### Franz Anton Stoß
(* 6. Mai 1737 in Füssen; † 3. Februar 1814 ebenda)
Vermutlich hat er in Füssen, wahrscheinlich bei seinem Vater, das Handwerk erlernt und arbeitete bei ihm zumindest bis 1759 als Geselle. Georg Piegendorfer berichtet über dessen Arbeit:
„Franz Ant. Stoß fertigte viele Instrumente und darunter auch mehrere Contrabässe; letztere sind ganz besonders werthvoll, weil sie von bestem Holze und kräftig gebaut sind, sowie einen mächtigen und sehr edlen Ton haben.“
Zwei Kontrabässe, beide jedoch nur fragmentarisch, und eine Viola sind in den Beständen des Museums der Stadt Füssen vorhanden. Die von Franz Stoß gefertigten Geigen unterschieden sich von denjenigen der anderen Füssener Geigenbauer durch einen schlankeren, weniger gewölbten Umriss bei dennoch gleicher Holzstärke. Hierdurch hatten diese Geigen einen weichen Ton. Eine Geige von Franz Stoß wurde der Lettischen Nationaloper in Riga als Spende von der New Yorker „Latvian National Opera Guild“ im Jahre 2000 übergeben.
Die Verdienstmöglichkeiten waren jedoch zu Ende des 18. Jahrhunderts äußerst dürftig. Eine Steuerveranlagung von 1808 stellt fest: „Arbeitet wegen Alter wenig, und hat auch schlechten Verdienst von seiner Profeßion“.
Am 3. Februar 1814 starb Franz Anton Stoß dann in verarmten Verhältnissen.

#### Magnus Bernhard Stoß
(* 18. August 1746; † ?)
Er lernte demnach als 13-Jähriger zu Hause bei seinem Vater das Lautenmacher-Handwerk. Also befand sich zu dieser Zeit der noch nicht verheiratete Bernhard Stoß im Alter von 39 Jahren als Geselle in der Fremde. Über seinen weiteren Lebensweg ist nichts mehr bekannt.

#### Magnus Stephan Stoß
(* 18. Oktober 1747 in Füssen; † 25. Juli 1815 ebenda)
Magnus Stephan wurde am 11. Dezember 1748 geboren und erlernte wie seine beiden älteren Brüder das Geigenbauer-Handwerk. Am 12. Mai 1777 ist Hausübergabe und Heirat von Magnus Stephan Stoß dokumentiert. Eine staatliche Untersuchung über den Zustand der Gewerbe in Füssen 1804 kommt bei Stephan Stoß zu folgender Beurteilung:
„Geht die Profeßion nihl, und ist auch die Aufhebung der Klöster schuld. Nährt sich meistens mit Feldbau.“
Mit der Säkularisation von 1803 wurde eine jahrhundertealte Kultur der Kirchenmusik abrupt unterbrochen. Es fehlten dann aufgrund des Wegfalls der Klosterschulen mit ihrem ausgeprägten Musikunterricht an ausgebildeten Instrumentalisten. Dies wirkte sich sofort direkt auf den Geigenbau aus: Der Bedarf an Saiten, an Reparaturen oder gar neuen Instrumenten brach abrupt ab, und dieser Bedarf war zuvor flächendeckend allein über die Kloster- und Kirchenmusik, ganz abgesehen von den Musiken in den Städten und der Hofmusik entstanden.

#### Eustachius Stoß
(* 20. September 1752 in Füssen; † 4. September 1804 in St. Pölten)
Das zwölfte Kind von Joseph Anton und Maria Regina Stoß wurde am 20. September 1752 auf den Namen Eustachius getauft. Er erlernte ebenfalls das väterliche Handwerk und wanderte nach St. Pölten aus, wo er 1786 das Bürgerrecht erhielt.
Heute erinnert in St. Pölten die „Stoßgasse“ an den berühmten Geigenbauer der Stadt, und im St. Pöltner Stadtmuseum sind zwei von Eustachius Stoß signierte Instrumente bewahrt: eine Violine und ein sogenanntes „Bassettl“. Weiter ist ein 7/8-Cello von 17(96) im Besitz der Cellistin Renata Musa bekannt. Typisch ist die fast schwarze Einfärbung seiner Instrumente. Walter Hamma beurteilt seine Instrumente als: „elegante Arbeit im Füssener Stil, meistens nach einem Stainer ähnlichen Modell.“ Zwei seiner Söhne erlernten ebenfalls das väterliche Handwerk.

### 4. Generation

#### Magnus Benedikt Stoß
(* 9. November 1770 in Füssen; † ?)
Am 9. November 1770 wurde den Eheleute Franz Anton und Maria Juliana Stoß als drittes Kind und ersten Sohn Mang Benedikt geboren. Sein Lebensweg ist bislang nur mit ganz wenigen archivalischen Quellen belegt. Demnach hielt sich der 33-jährige, ledige Füssener Bürgersohn „Mang Benedict Stooß“ 1803 als „Geigenmacher zu Wien“ auf. In der Forschungsliteratur wird ein Benedikt Stoß als Geigenmachergeselle im siebenbürgischen Hermannstadt, dem heutigen Sibiu, erwähnt, wo er sich 1803 aufhielt. Eine Viola von Benedikt Stoß wurde in Mitterbach bei Mariazell aufgefunden.

#### Franz Joseph Stoß
(* 25. September 1778; † ?)
Eine erste Nachricht zu Franz Joseph Stoß seit seiner Geburt erhalten wir aus dem Jahr 1803. Dort wird sein derzeitiger Aufenthaltsort mit: „Geigenmacher in Wien“ angegeben. Später befand er sich auf seiner Gesellen-Wanderschaft in den mährischen Hauptstadt Brünn.
1805 reichte sein Vater Franz Anton Stoß bei der „Kurpfalzbairische Landes-Direction in Schwaben“ ein Gesuch ein, sein Haus und Gewerbe seinem Sohn Franz Joseph zu übergeben. Trotz dieser Begründungen wurde dem Gesuch von Franz Anton Stoß nicht stattgegeben. Sein Sohn wurde in der Militärpflicht gesehen und schließlich am 7. September 1805 einberufen. Dieser entzog er sich, indem er über die Grenze nach Tirol desertierte.
Daraufhin verlieren sich im Füssener Archiv die Spuren zu Franz Joseph Stoß. In der Fachliteratur wird aber ein Franz Stoß, der meist mit unserem Franz Joseph Stoß identifiziert wird, als Geigenmacher in Klosterneuburg bei Wien erwähnt. Bereits Willibald von Lütgendorff erwähnt ein signiertes und datiertes Instrument in Klosterneuburg: „Eine gute Viola von ihm befindet sich in der Sammlung von Pater Haas in Herzogenburg“.

#### Pius Bernhard Stoß
(* 10. März 1784 in Füssen; † 1. Mai 1854 in Wien)
Das jüngste Kind der Eheleute Franz Anton und Maria Juliana Stoß, Pius Bernhard wurde am 10. März 1784 in Füssen geboren. Als 19-jähriger Geigenmacher-Geselle hielt er sich 1803 in Wien auf. 1813 legte er den Wiener Bürgereid ab und wohnte in Wien bei seinem Vetter Johann Martin. Zwischen 1823 und 1854 lebte er in der Grüne Angergasse 838 und wurde 1849 zum Saiten-Instrumenten-Schätzmeister bestimmt. Seine tonal guten Instrumente, meist nach dem Stradivari-Modell gebaut, werden sehr geschätzt. Nach Stoß’ Tod bezog der Geigen- und Gitarrenbauer Gabriel Lemböck (1814–1892) dessen Geschäft.

#### Johann Martin Stoß
(* 12. September 1778 in Füssen; † 9. September 1838 in Wien)
Geboren wurde Johann Martin als Sohn der Eheleute Magnus Stephan und Maria Viktoria Stoß am 12. September 1778. Er war das einzig überlebende Kind aus der ersten Ehe des Geigenmachers Magnus Stephan und verlor seine Mutter im Alter von drei Jahren. In der Heiratsabrede seines Vaters mit dessen zweiter Frau werden auch die Rechte des Kindes Johann Martin festgeschrieben, nach denen ihm u. a. eine Ausbildung zum Beruf seines Vaters oder eines anderen Handwerks, zu dem er Lust zeige, garantiert wurde.
Bereits 1803 befand er sich als 25-jähriger Geigenmacher in Wien. 1814 wurde ihm das Amt des Hofgeigen- und Lautenmachers übertragen und er hatte dann zwei Jahrzehnte lang die Position des Vorstehers der bürgerlichen Lauten- und Geigenmacher in Wien inne (nach Wolfgang Buennagel: „zählt zu den herausragenden Persönlichkeiten des Wiener Geigenbaus“). Johann Martin Stoß starb am 9. August 1838 in Wien.

#### Johann Baptist Stoß
(* 18. Februar 1784 in Füssen; † 8. Juli 1850 in Prag)
Johann Baptist Stoß war das zweite Kind aus der zweiten Ehe von Magnus Stephan. Archivalisch nachgewiesen befand er sich als 19-Jähriger auf seiner Gesellen-Wanderschaft in Wien, war aber 1807 wieder Füssen. Spätestens seit 1816 arbeitete er in der Altstadt in Prag und starb dort 1850 an Cholera.
Nach Lütgendorfs Beurteilung ist er als ein eher schwächerer Vertreter der Prager Schule einzuschätzen, „wenn er auch sehr gute Gitarren machte.“ (Lütgendorff, II. Band: 1922, 491.)

#### Joseph Alois Stoß
(* 5. April 1787 in Füssen; † 12. April 1866 ebenda)
1803 war er Lehrjunge bei seinem Vater Magnus Stephan Stoß. Durch den Kauf eines Hauses wurde er 1817 als Bürger aufgenommen und führte eine Meisterwerkstatt. Doch bereits 1835 legte Alois Stoß sein Handwerk nieder, da sein Geigenmacher-Handwerk ohne allen Verdienst war. Nun bestritt er seinen Lebensunterhalt als Gerichtsdienergehilfe.
Am 12. April 1866 verstarb er und wurde im Friedhof St. Sebastian in Füssen beerdigt. Die Kosten der Beerdigung übernahm die Füssener Spitalstiftung. Mit seinem Tod erlosch die große Tradition des Füssener Lauten- und Geigenbaues.
Im Museum der Stadt Füssen sind zwei Biedermeier-Gitarren von ihm ausgestellt.

#### Florian Stoß
(* 3. Mai 1788 in St. Pölten; † nach 1825)

#### Ignaz Georg Stoß
(* 27. Juli 1789 in St. Pölten; † 16. Juni 1823 ebenda)